# Pseudolopezia insignis
Pseudolopezia insignis là một loài thực vật có hoa trong họ Anh thảo chiều. Loài này được (Hemsl.) Rose miêu tả khoa học đầu tiên năm 1909.